# タウルス急行

1930年時点のタウルス急行の経路図

タウルス急行(フランス語、英語など : Taurus Express)あるいはトロス急行(トルコ語: Toros Ekspresi)は、トルコのイスタンブールとシリア、レバノン、イラクなどを結んでいた国際列車である。
1930年に国際寝台車会社（ワゴン・リ社）による列車として運転を始めた。イスタンブールのハイダルパシャ駅を起点とし、トロス（タウルス）山脈を越え、アレッポからシリア・レバノン方面とイラク方面に分岐した。イラク方面では1940年にバグダードまでの直通運転が実現した。さらに自動車便や他の列車によりカイロ、テヘラン、バスラなどにも連絡した。イスタンブールでは対岸のシルケジ駅に発着するシンプロン・オリエント急行と接続しており、これによってヨーロッパと中近東を結ぶ役割を担っていた。
後にトロス急行はトルコ国内の列車となり、2008年に一旦廃止されるものの、2012年に復活した。2015年3月現在では、カラマンとアダナの間の列車が「トロス急行」を名乗っており、2019年12月現在ではコンヤとアダナを結んでいる。

## 歴史

### 前史

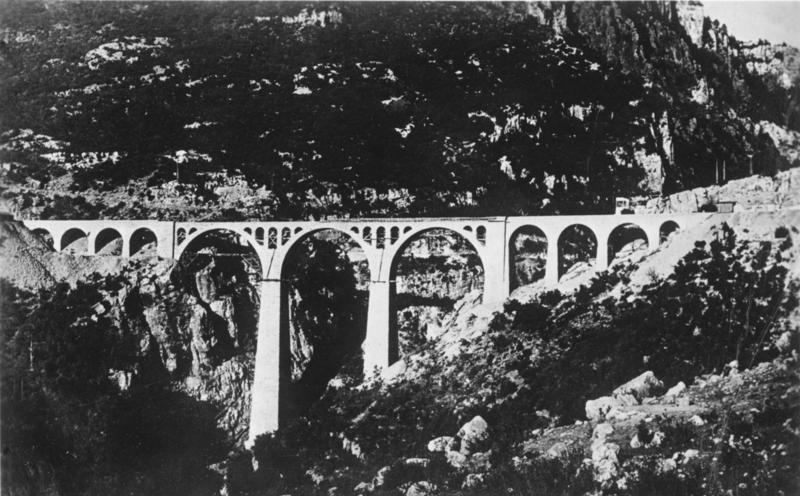
タウルス山中の高架橋（1935年）

国際寝台車会社（ワゴン・リ社）によりヨーロッパと「オリエント」を結ぶ列車として1883年に運行の始まったオリエント急行は、1888年にパリからイスタンブールまでの直通運転が実現した。一方イスタンブールからアジア側では、ドイツ帝国の主導によりバグダード鉄道の建設が進められていた。第一次世界大戦中、ドイツは運休となったオリエント急行に代わってバルカン列車を創設し、ヨーロッパと中近東を結ぼうとしたが、敗戦によりその目論見は途絶えた。戦後にはワゴン・リ社のシンプロン・オリエント急行がカレーおよびパリとイスタンブールを結ぶようになった。
ワゴン・リ社がアナトリアでの事業を始めたのはトルコ共和国成立後の1924年であり、この年にイスタンブールのハイダルパシャ駅と新首都アンカラの間で寝台車の営業が始まった。ワゴン・リの中近東での活動が本格化するのは1925年にバーデン・バーデンで関係各国、鉄道事業者の会議が開かれた後である。1926年にはイスタンブールとアレッポの間での寝台車の営業が行われた。また1927年にはイスタンブール - アンカラ間にワゴン・リの寝台車専用の豪華列車アナトリア急行(Anatolie Express)が生まれている。同年にはワゴン・リ社により、イスタンブールのハイダルパシャ駅と対岸のシルケジ駅（シンプロン・オリエント急行などの発着駅）を結ぶボスポラス海峡横断の連絡船の運行が始まった。
1928年には、イスタンブールとトリポリの間でも寝台車営業が始まった。ワゴン・リ社はこれに接続してトリポリからハイファまでの自動車便を運行した。ハイファから先には標準軌の鉄道があり、ワゴン・リの寝台車を連結した「カイロ急行」がスエズ運河東岸のカンタラ・イースト(Kantara East)駅（またはエル・カンタラ）まで走っていた。スエズ運河を渡ると、さらにカイロまでの列車に乗り継ぐことができた。この列車にはワゴン・リのプルマン車（サロン車）が連結されていた。「ロンドン - カイロ間の直通列車」は、当時ワゴン・リ社の取締役会長だったイギリス人ダヴィソン・ダルジールの悲願であった。
なお1928年まで、トルコ政府がイスタンブール周辺での夜間の列車走行を禁止していた影響で、シンプロン・オリエント急行とアジア方面の列車を乗り継ぐにはイスタンブールで一泊する必要があった。この規制が撤廃されると、ヨーロッパから中近東への所要時間は大きく短縮された。

### バグダード直通まで

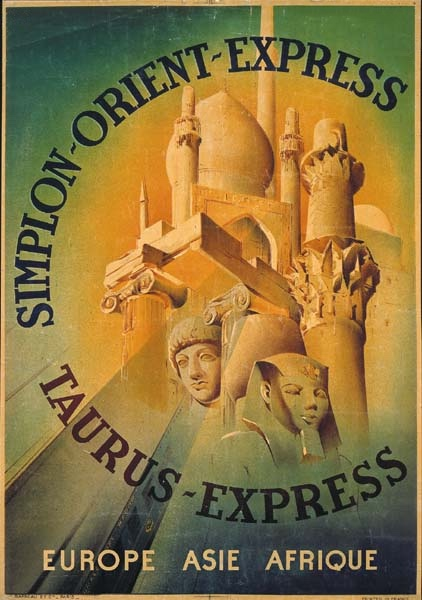
タウルス急行とシンプロン・オリエント急行のポスター

「タウルス急行」と名付けられた列車の運転が始まったのは1930年2月15日である。この列車にはワゴン・リ社の寝台車と食堂車が連結されていた。
イスタンブール・ハイダルパシャ駅を起点とし、対岸のシルケジ駅にシンプロン・オリエント急行が到着してから1時間半後に発車した。旧バグダード鉄道線（1927年に国有化されトルコ国鉄の一部）を通り、コンヤを経由してトロス（タウルス）山脈を越え、キリキアのアダナに至る。山中での最高地点では標高1468mに達している。さらに国境の741mの峠を越えてフランス委任統治領シリアに入り、アレッポに至る。
アレッポから列車は東と南の2つの経路に分岐した。東方面ではトルコ・シリア国境沿いのバグダード鉄道線を走り、トルコ領最後の町であるヌサイビンが終点となった。また列車の一部は支線上のマルディンへも直通した。ヌサイビンからはキルクークまで自動車便により接続していた。キルクークは当時のイラクの狭軌（1000mm軌間）鉄道網の北端であり、狭軌の列車によりバグダードやバスラへと乗り継ぐことができた。また狭軌鉄道の支線はペルシア（イラン）国境近くのハーナキーンにも達しており、ここからテヘランまでの自動車便も存在した。当時のペルシアは外国企業に対して閉鎖的だったものの、ワゴン・リ社は粘り強い交渉の末に自動車便の運行とテヘランへの営業所開設を認められた。
南方面では、ホムスを経由しレバノンのリヤックが終点となった。リヤックは当時のレバノンにおける標準軌鉄道の南端であるとともに、ベイルートとダマスカスを結ぶ狭軌（1050mm軌間）鉄道の中間駅でもあり、狭軌列車に乗り継ぐことで両都市と連絡した。またハイファとも自動車便で結ばれており、前述の経路でカイロまで連絡した。
1930年時点では、イスタンブールからヌサイビンまで週2往復、マルディンまで1往復、リヤックまで3往復運転された。
1932年には、タウルス急行からバスラを経由してインド・ボンベイ（ムンバイ）への航路に連絡するようになった。
1933年5月15日にはタウルス急行はトリポリにも直通するようになった。
またこの年にはボスポラス海峡での車両航送により、ヨーロッパからアジアへの直通運転の研究が行われたが、実現には至らなかった。
1935年、アンカラとウルクシュラを結ぶ鉄道が開通したことにより、トルコ国内での運行経路がアンカラ経由に変更された。
東方面では1935年にシリア・イラク国境のテル＝コチェクまで、1939年3月31日にはモスルまで延長された。
また、1936年11月11日からは全鋼製のSG型寝台車がタウルス急行で使用されるようになっている。1939年には、イラク政府とワゴン・リ社の間で、イラクやイラン、インド方面とヨーロッパの間の郵便をタウルス急行とシンプロン・オリエント急行で運ぶ契約が結ばれている。この郵便輸送は1972年まで続いた。
そして1940年7月17日にイスタンブールからバグダードまでの直通運転が実現した。この時点での所要時間は、イスタンブール・ハイダルパシャ駅からアレッポまで35時間、バグダードまで4日であり、乗り継ぎを含むとベイルートまで48時間、カイロまでは3日半、テヘランまで5日の行程であった。なおロンドン - カイロ間は7日間で結ばれた。

### 第二次大戦中・戦後
第二次世界大戦が勃発すると、ヨーロッパでワゴン・リ社の運行していた豪華列車はほとんど運休となった。しかしトルコは中立であったため、タウルス急行は直接的には影響を受けなかった。なお混乱を避けるため、ドイツの外交官はアナトリア急行を、イギリスの外交官はタウルス急行を使うという暗黙のルールが存在した。
レバノンからパレスチナにかけての地域では、大戦中にイギリス軍によってトリポリとベイルート、ハイファを結ぶ標準軌鉄道が建設され、イスタンブールからカイロまでが鉄道でつながった。ただし、戦争中は軍事輸送が優先されたため、タウルス急行の延長はなかった。
1947年にタウルス急行のレバノン方面の運転区間はベイルートまでとなった。しかし1948年のイスラエル建国と第一次中東戦争のため、再び線路は分断され、タウルス急行のカイロ直通は一度も実現しなかった。また1949年から1959年まで、アレッポ - ベイルート間は運休となっていた。
1954年には、トロス急行（タウルス急行）にトルコ国内のイスタンブール - ガズィアンテプ間を直通する客車が加わり、1956年にはイスタンブール - イスケンデルンの系統も加わった。
1960年にガズィアンテプからカルカミスまでの路線が開通し、イスタンブールからヌサイビンまでトルコ国内のみを通って行けるようになった。この時から、イスタンブール - バグダード系統のトロス急行の編成は途中で2つに分割され、一方はガズィアンテプ経由で、もう一方はシリアのアレッポを経由し、カルカミスで再度連結されてバグダードへ向かうようになった。
ワゴン・リ社は第二次大戦後にはトルコでの営業を段階的に縮小していたが、1966年に同社の豪華列車としてのタウルス急行は廃止され、一般列車であるトロス急行にワゴン・リの寝台車が連結されるという形式になった。なおこれ以前の1962年に、かつてタウルス急行と接続していたシンプロン・オリエント急行は廃止されている。1972年には、ワゴン・リ社はトロス急行での寝台車営業から完全に撤退し、以後寝台車はトルコ国鉄の所属となった。
1967年、バグダードからバスラまでの標準軌鉄道が開業した。1970年にはトロス急行がバスラまで直通する予定と発表されたが、実現しなかった。
1970年代末にはトロス急行のバグダードまでの運行は不安定になり、運休や大幅な遅延が相次いだ。1980年代にはバグダード直通は廃止された。またレバノンでも内戦のため鉄道は不通となった。1983年の時点ではトロス急行はイスタンブール - ガズィアンテプ間のトルコ国内列車となり、これにアレッポまで直通する客車が連結されていた。1988年には、アンカラ経由からコンヤ経由の旧経路に戻っている。
2001年から、トロス急行にイスタンブール - ダマスカス間を直通するシリア国鉄の寝台車が連結されるようになった。しかし、トーマスクック海外時刻表は2008年時点において、この寝台車は実際にはアレッポまでしか運行されていない模様であると記している。
2008年6月、トルコ国内での改良工事のため、トロス急行はアレッポまでの直通寝台車とともに一旦廃止された。
2012年8月16日から、トロス急行はエスキシェヒル - アダナ間の列車として運転を再開した。2015年3月時点では、トロス急行はカラマンとアダナの間の列車として走っている。2019年12月現在ではコンヤとアダナを結んでいる。

## タウルス急行の登場する作品
アガサ・クリスティは、中東を舞台とする作品でしばしばタウルス急行を登場させている。1934年に発表された推理小説「オリエント急行の殺人（オリエント急行殺人事件）」は、エルキュール・ポアロがアレッポの駅でタウルス急行に乗車するシーンから始まる。同じ寝台車には2人のイギリス人が乗っており、1人はインドから帰国する軍人で、もう1人はバグダッドから帰国する女性であり、キルクーク、モスルを経由してきたと話している。彼らはイスタンブールでシンプロン・オリエント急行に乗り継ぐ。1944年に発表されたロマンチック・サスペンス「春にして君を離れ」（設定年代は1930年代）は、バグダッドからイギリスに帰国する途上の主人公が、自動車連絡区間を越えてたどり着いたトルコ国境の駅の鉄道宿泊所（レストハウス）で立ち往生する。